# Saint-Romain-sous-Gourdon
Saint-Romain-sous-Gourdon település Franciaországban, Saône-et-Loire megyében. Lakosainak száma 480 fő (2022. január 1.). Saint-Romain-sous-Gourdon Saint-Vallier, Gourdon, Le Rousset-Marizy és Pouilloux községekkel határos.

## Népesség
A település népessége az elmúlt években az alábbi módon változott:
| Lakosok száma | 473  | 467  | 483  | 479  | 485  | 484  | 489  | 486  | 480  |
|               | 2013 | 2015 | 2016 | 2017 | 2018 | 2019 | 2020 | 2021 | 2022 |